# Успенская церковь (Арчединская)
Успенская церковь (Успенско-Никольский храм) — бывший православный храм в станице Арчединская Области Войска Донского, также новый храм в этой же станице ныне Волгоградской области.

## История

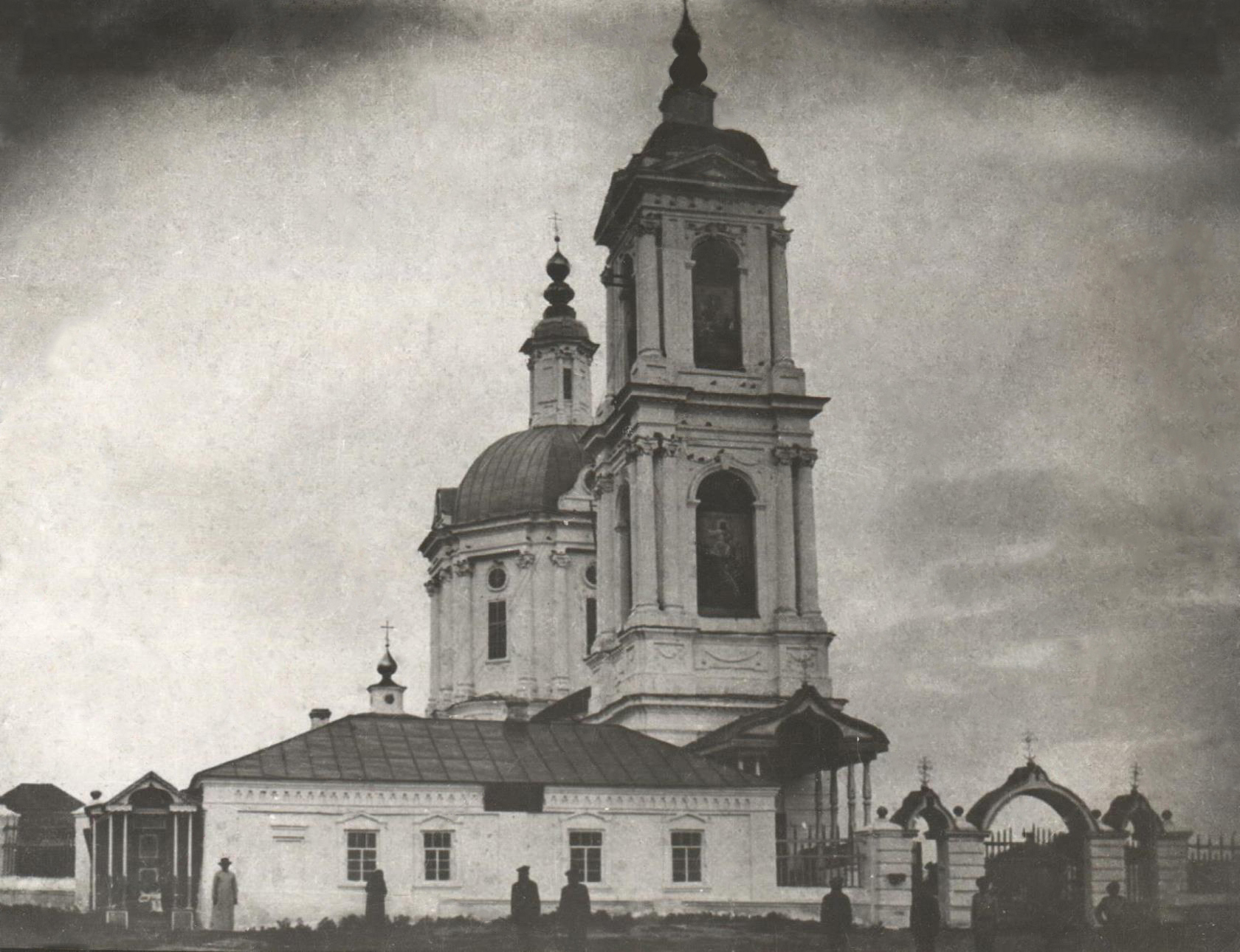
Церковь Успения Пресвятой Богородицы в начале XX века

В 1743 году в станице уже была деревянная однопрестольная Николаевская церковь. Существовала она на юге поселения — в 200 саженях от построенной позже каменной двухпрестольной церкви по 1790 год, пока в этом году не сгорела. Прихожане церкви с благословения Святейшего Синода и преосвященнейшего Арсения, епископа Воронежского и Черкасского, на собственные средства в 1797 году начали создавать каменный храм, который был построен в 1801 году. Церковь и построенная рядом каменная колокольня высотой в 64 метра были покрыты листовым железом. Ограда вокруг них была тоже каменная с решеткой из дерева. Главный престол в храме был во имя Успения Божей Матери, а придельный — во имя святителя и Чудотворца Николая. Храм имел восемь золочёных глав и был освящён только в 1809 году В числе церковной утвари имелись — евангелие в серебряном окладе 1716 года, серебряный крест 1773 года и серебряный ковчег 1816 года (дар графа В. В. Орлова-Денисова)..
Церковь находилась от консистории — в 390 верстах, а от местного благочинного — в 21 версте. Ближайшие к Успенскому храму церкви: Архангельская церковь Кепинской станицы — в 9 верстах, Георгиевская церковь хутора Безыменского — в 10 верстах и Архангельская церковь слободы Михайловки — в 25 верстах.
Хутора прихода: Фетисов, Суховой, Посельский, Нижнянский, Никуличев, Кундрюцкий, Княжинский и Ильменский. Также в приходе этого храма имелось два министерских приходских училища — мужское и женское, а также церковно-приходская школа, открытая в 1891 году и размещавшаяся в церковном караульном помещении.
В 1942 году, по решению председателя сельсовета, Успенский храм был взорван. После распада СССР в станице был создан новый приход. Указом митрополита Волгоградского и Камышинского Германа настоятелем прихода в 2001 году был назначен насельник Спасо-Преображенского Усть-Медведицкого монастыря иеромонах Петр (Ковалев). В 2004 году был заложен фундамент новой Успенско-Никольской церкви в станице Арчединской, через год в строящемся храме уже проходили службы, а в 2006 году завершились основные работы. Храм находится на улице Ленина, 65.

## Фотогалерея

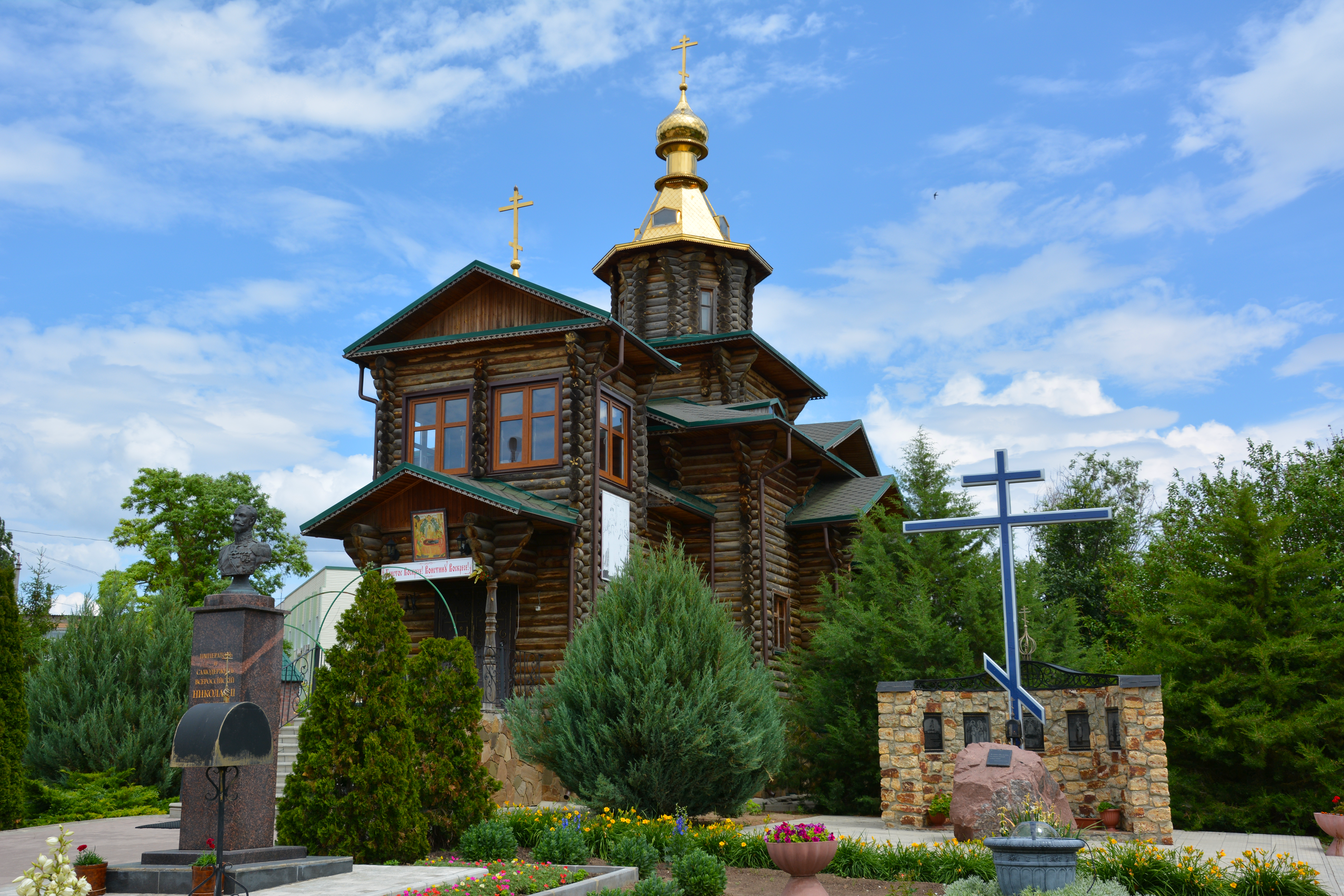
Успенско-Никольская церковь
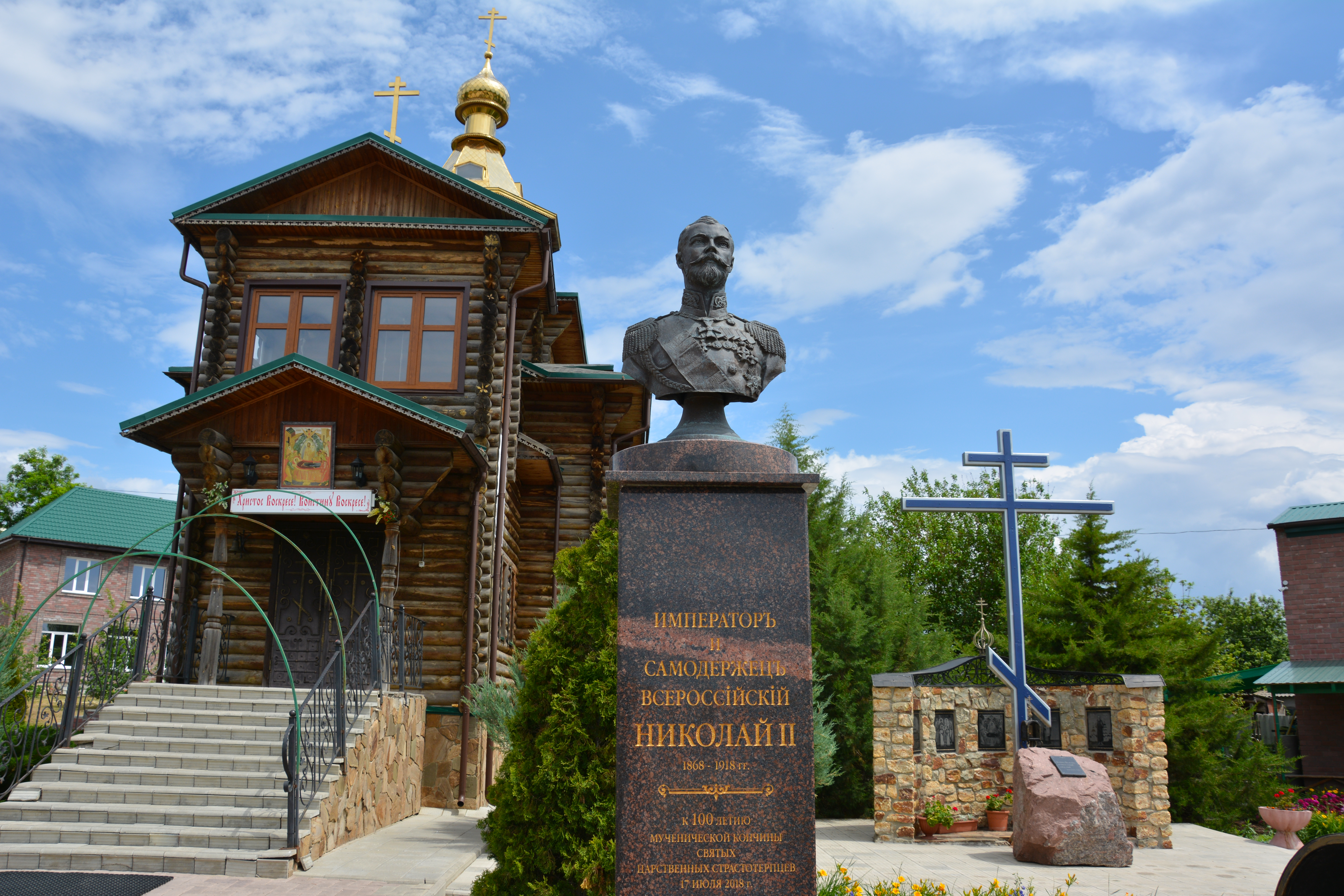
Бюст императора Николая II